# Arukku
Arukku (assyrisch A-ru-uk-ku, altpersisch Harriukqa/Hariuwuka, iranisch Aryavuka/Aryuka, aramäisch Aryuk; * vor 656 v. Chr.) war der älteste Sohn eines Königs Kuraš aus Parsumaš.
Im Zusammenhang mit der Zerstörung Susas, der faktischen Auflösung des Reiches von Elam durch Assurbanipal, schickte Kuraš seinen Sohn Arukku 639 v. Chr. nach Ninive, um die Oberhoheit der Assyrer anzuerkennen. Die vorgenommene Gleichsetzung von Parsua mit Parsumaš würde bedeuten, dass der hier erwähnte Kyros einer von vielen Königen ist oder zwischenzeitlich die Oberherrschaft übernommen hatte. 835 v. Chr., im 24. Regierungsjahr des Salmanassar III., wird Parsua als Land mit 27 Königen erwähnt.

## Identifikationen

### Traditionelle Gleichsetzungen
Traditionell wird Arukku meist als Sohn des Kyros I. identifiziert. Die Erwähnung gilt als Beleg für die älteste Nachricht über das persische Königshaus. Daraus folgte die Ableitung, dass Kambyses I. ein weiterer Sohn gewesen sein muss. Nach dieser Chronologie, in der Kyros schon als Vater und König auftritt, wäre die Geburt von Kyros spätestens um 680 bis 675 v. Chr. anzusetzen.

### Alternative Erklärungen
Der von Assurbanipal erwähnte Kyros stand in keinem Vasallenstatus, sondern lieferte freiwillige Geschenke nach Assyrien, um freundliche Beziehungen zum neuen Nachbarstaat aufzunehmen. Allerdings wurden diese Geschenke in den assyrischen Königslisten als Tribut vermerkt. Die traditionelle Ableitung wird von einigen Historikern als nicht zwingend genannt, da das Alter des Kyros als zu hoch und die Lesung des Namens Arukkus als unsicher  bezeichnet wird.´

### Ablehnung der Gleichsetzung
Andere Historiker bezweifeln die Gleichsetzung von Parsumaš mit Parsa und kommentieren die traditionellen Gleichsetzungen als veraltet und widerlegt.